# Nawłoć wąskolistna
Nawłoć wąskolistna (Euthamia graminifolia (L.) Nutt.) – gatunek roślin z rodziny astrowatych. Jest gatunkiem typowym rodzaju Euthamia.
Występuje naturalnie w Ameryce Północnej – w Kanadzie i północnej części Stanów Zjednoczonych schodząc na południe wzdłuż Appalachów do Karoliny Południowej i wzdłuż Gór Skalistych do Nowego Meksyku. Jako roślina introdukowana rośnie w Europie na Wyspach Brytyjskich, na Półwyspie Skandynawskim, w Europie Środkowej od Francji do Ukrainy oraz w rejonie Kaukazu. Jest zadomowiona także w Polsce, gdzie rośnie głównie na południowym zachodzie – w województwach śląskim i opolskim, ale pojedyncze stanowiska ma rozproszone w całym kraju.
Gatunek ten uznawany jest za potencjalnie kauczukodajny.

## Morfologia

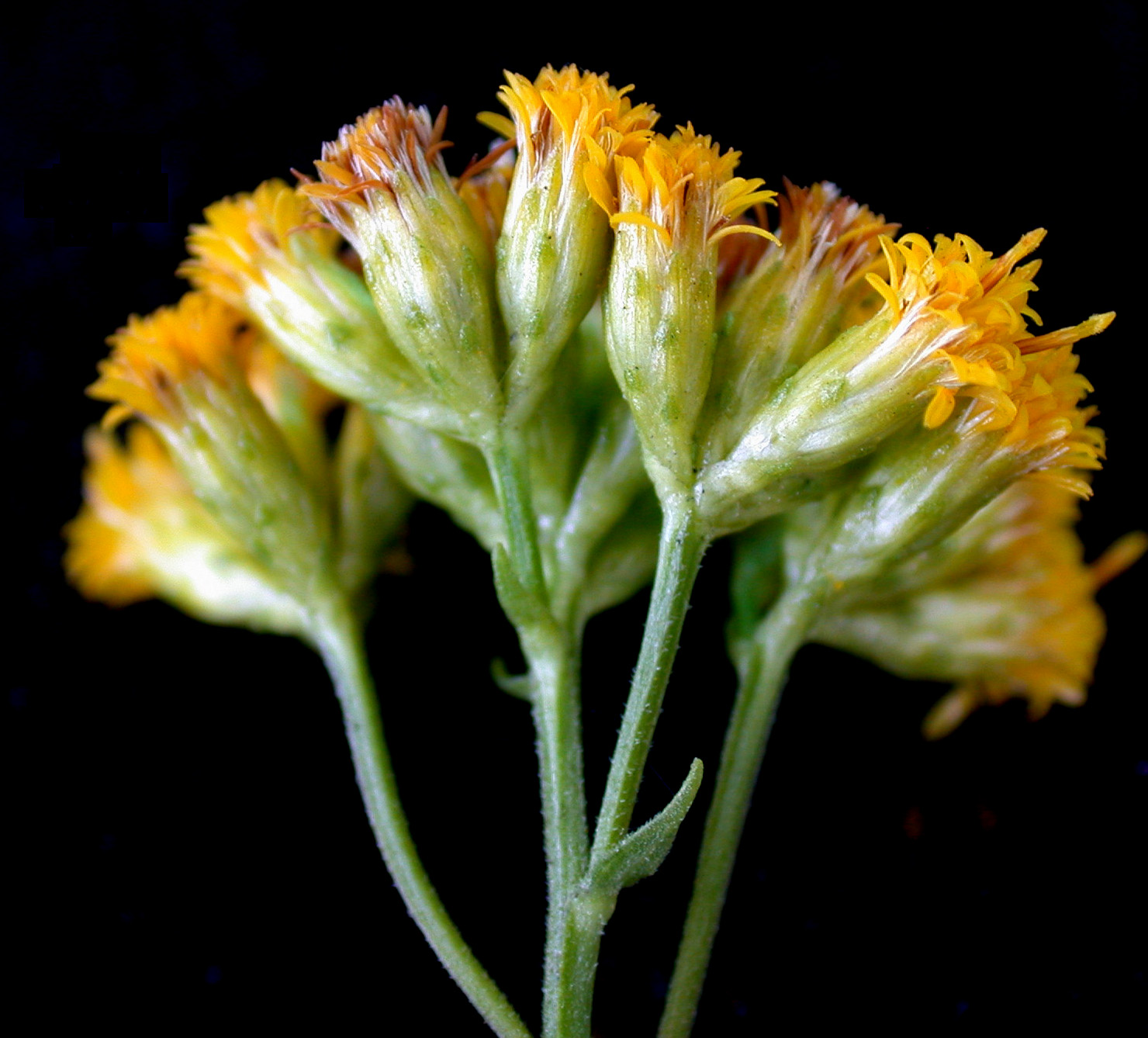
Kwiatostan

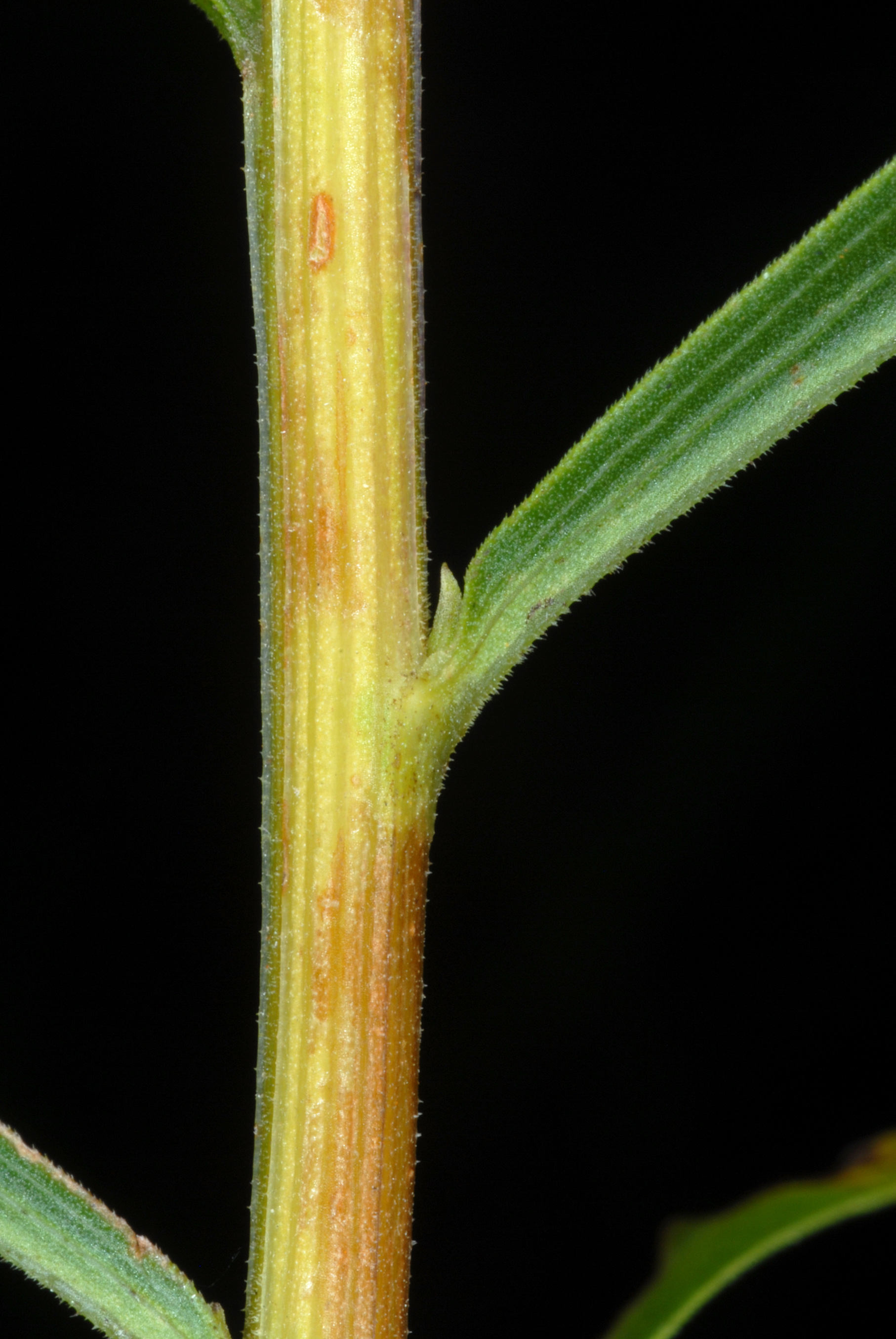
Łodyga

PokrójRoślina zielna z pędami prosto wzniesionymi, rozgałęziającymi się w górnej części, często z odgałęzieniami bocznymi przewyższającymi główny pęd, osiągającymi od 30 do 150 cm wysokości, choć zazwyczaj do ok. 70 cm. Łodygi są nagie (zazwyczaj) lub owłosione, nigdy nie owoszczone, zielone, delikatnie żeberkowane.
LiścieSkrętoległe, łodygowe, siedzące, równowąsko lancetowate o długości od 3,7 do 13 cm i szerokości od 0,3 do 1,2 cm. Blaszka na brzegu zadziorkowato orzęsiona, całobrzega, zaostrzona lub stępiona, drobno gruczołkowana na powierzchni, naga lub owłosiona. Wzdłuż nerwu głównego biegnie równolegle para lub dwie nerwów bocznych.
KwiatyZebrane w koszyczki wyrastające w pęczkach na osiach nierównej długości, tworzących złożony kwiatostan w formie nieregularnego podbaldachu o nieco spłaszczonej powierzchni i średnicy od kilku cm do blisko 30 cm. Osie kwiatostanu pokryte są sztywnymi, zadziorkowatymi włoskami. Okrywy koszyczków mają kształt dzwonkowaty, osiągają długość od 4 do 6 mm i średnicę 2–3 mm. Listki okrywy zachodzą na siebie dachówkowato, mają kształt jajowaty, w dole są błoniaste, w górze zielone, zewnętrzne są krótsze, wewnętrzne dłuższe, osiągają do 3,5 mm długości. Zewnętrznie usytuowane w koszyczku kwiaty języczkowe są słupkowe (żeńskie) i płodne, jest ich od 7 do 22 (rzadko więcej) i mają żółte korony, w dole z rurką długości ok. 2 mm, w górze z języczkiem długości ok. 2 mm zakończonym dwoma tępymi ząbkami. Wewnątrz koszyczka znajduje się od 3 do 13 kwiatów rurkowatych obupłciowych i także płodnych, o żółtych koronach, zwieńczonych 5 trójkątnymi łatkami.
OwoceNiełupki podługowate, obłe, do 1 mm długości, przylegająco owłosione. Puch kielichowy trwały, z pierzastymi włoskami wyrastającymi w jednym szeregu o długości 3 mm.

## Biologia i ekologia
Bylina kwitnąca od lipca do października. Rośnie wzdłuż brzegów zbiorników i rowów, na przydrożach, na nieużytkowanych przestrzeniach w miejscach otwartych.
Kariotyp tego gatunku liczy 2n = 18 chromosomów.